# La Bataille (film, 1934)
Pour les articles homonymes, voir Bataille (homonymie).
Pour plus de détails, voir Fiche technique et Distribution.
La Bataille est un film franco-britannique réalisé par Nicolas Farkas et Victor Tourjanski, sorti en 1934.
Le film a été tourné simultanément en anglais et en français.

## Synopsis
Pendant la guerre russo-japonaise, un officier anglais, amoureux d'une jeune japonaise, s'engage sur le cuirassé commandé par le mari de la jeune femme. Il est tué durant la bataille et le commandant dont chacun veut fêter la victoire, se fait hara-kiri, désespéré d'avoir perdu l'amour de sa femme.

## Fiche technique
- Titre français : La Bataille
- Titre anglais : The Battle
- Réalisation : Nicolas Farkas, Victor Tourjanski
- Scénario : Nicolas Farkas, Bernard Zimmer,  d'après le roman de Claude Farrère
- Supervision : Marcel L'Herbier
- Direction artistique : Serge Piménoff
- Photographie : Roger Hubert
- Musique : André Gailhard
- Montage : William Barache et Roger Mercanton
- Sociétés de production : Bernard Natan et Liano Films
- Pays d'origine :  France /  Royaume-Uni
- Format : Noir et blanc - Son mono - 1,37:1
- Durée : 90 minutes
- Genre : Film de guerre
- Date de sortie : France : 5 janvier 1934

## Distribution

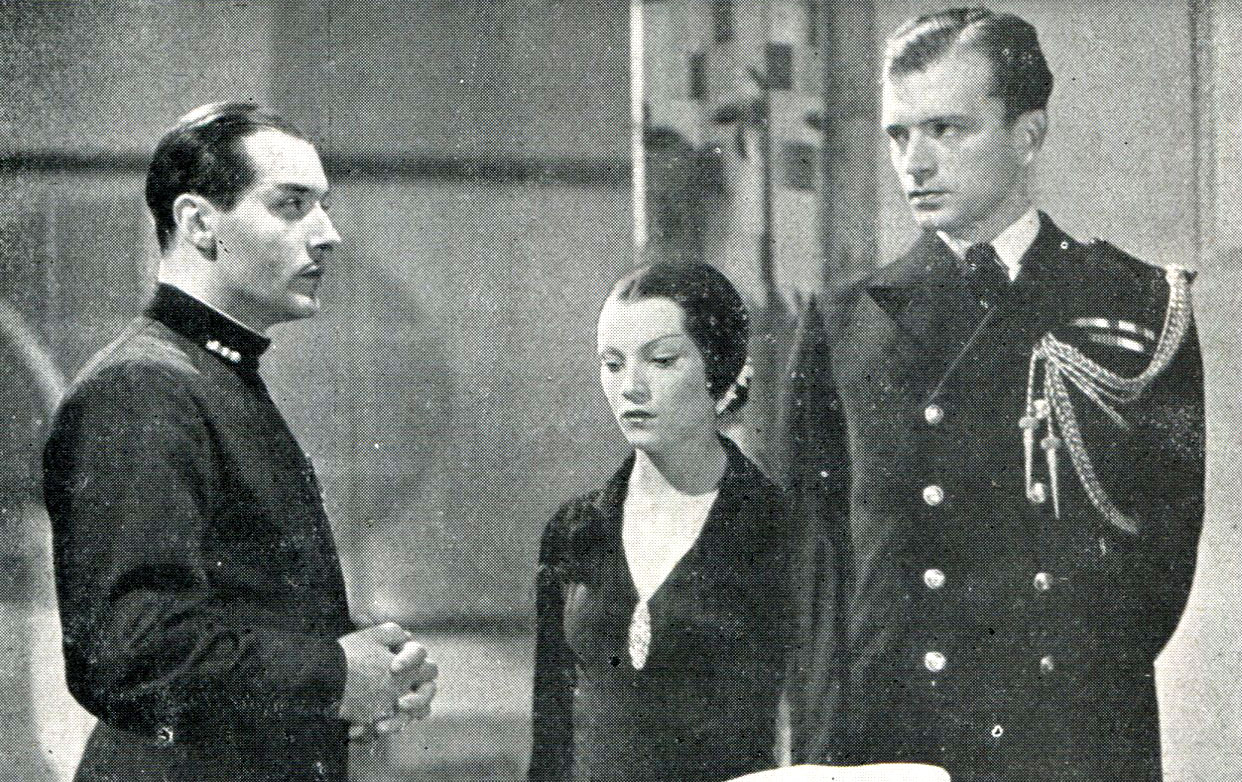
Charles Boyer, Annabella et John Loder

- Charles Boyer : le marquis Yorisaka
- Annabella (fr) / Merle Oberon (en) : la marquise Mitsouko Yorisaka
- John Loder : Herbert Fergan
- Betty Stockfeld : Betsy Hockley
- Valéry Inkijinoff : Hirata
- Roger Karl (fr) / Miles Mander (en) : le peintre Jean-François Feize
- Henri Fabert : l'amiral
- René Donnio : un journaliste
- Henry Houry